# Avenida Frei Serafim
A Avenida Frei Serafim é um  logradouro público da cidade de Teresina, antigamente era uma avenida residencial, hoje é a principal artéria urbana da capital piauiense.
.